# 大包片
大包片是晋语的八个片之一，主要分布于山西省雁门关以北的地区，以及陕西省北部部分地区，内蒙古自治区河套的后套地区。
大包片多數方言的聲調都分陰平、陽平、上、去、入五個，和江淮官話主流完全一致。